# Anthrenus aterrimus
Anthrenus aterrimus là một loài bọ cánh cứng trong họ Dermestidae. Loài này được Gerstaecker miêu tả khoa học năm 1871.